# Ube-jinja
L'Ube-jinja (宇倍神社) est un sanctuaire shinto situé à Tottori, préfecture de Tottori au Japon.

## Histoire
L'Ube est désigné principal sanctuaire shinto (ichi-no-miya) de l'ancienne province d'Inaba
.
De 1871 jusqu'en 1946, l'Ube est officiellement désigné l'un des kokuhei chūsha (国幣中社), ce qui signifie qu'il se trouve au deuxième rang des sanctuaires nationaux soutenus par le gouvernement.